# Championnat de Serbie de football de deuxième division 2017-2018
Navigation
Édition précédente
| \| Bežanija Bratstvo 1946 Budućnost ČSK Dinamo Inđija Jagodina Metalac Novi Pazar Proleter Radnički 1923 Radnički Pirot Sinđelić Sloboda Teleoptik Temnić \| Localisation des clubs engagés dans le championnat. |
| Bežanija Bratstvo 1946 Budućnost ČSK Dinamo Inđija Jagodina Metalac Novi Pazar Proleter Radnički 1923 Radnički Pirot Sinđelić Sloboda Teleoptik Temnić                                                           |

La saison 2017-2018 du championnat de Serbie de football D2 est la 12e édition du championnat de Serbie de football D2. Elle oppose cette saison seize clubs en une série de trente rencontres disputée selon le système aller-retour où les différentes équipes s'affrontent une fois par phase.
Lors de cette saison, seize équipes se disputent la promotion en division supérieure dont deux relégués de première division et quatre promus de troisième division.
Les deux premiers du championnat sont promus en première division et sont remplacés par les deux relégués de cette même division pour l'édition suivante. Les quatre derniers du championnat sont, quant à eux, relégués chacun dans une des quatre ligues régionales de la division inférieure et sont remplacés par les quatre promus de cette même division.

## Équipes participantes
Un total de seize équipes participent au championnat, dix d'entre elles étant déjà présentes la saison précédente, auxquelles s'ajoutent deux relégués de première division que sont Metalac et Novi Pazar qui remplacent les promus de la saison précédente Mačva Šabac et Zemun. Les quatre promus de troisième division que sont Teleoptik, Temnić Varvarin, Radnički 1923 et TSC Bačka Topola remplacent, quant à eux, les relégués Kolubara, BSK Borča, OFK Odžaci et OFK Belgrade.
La ville de Belgrade est de loin la plus représentée avec quatre clubs participants, soit un quart du total : Bežanija, Budućnost Dobanovci, Sinđelić et Teleoptik.
Légende des couleurs
- Relégués de Super Liga
- Promus de Srpska Liga

| Club                     | Se maintient depuis | Classement 2016-2017 | Stade                      | Capacité théorique | Ville            |
| ------------------------ | ------------------- | -------------------- | -------------------------- | ------------------ | ---------------- |
| Metalac Gornji Milanovac | 2017                | 15e (D1)             | Stadion Metalac            | 4 600              | Gornji Milanovac |
| FK Novi Pazar            | 2017                | 16e (D1)             | Gradski Stadion Novi Pazar | 12 000             | Novi Pazar       |
| Sloboda Užice            | 2014                | 3e                   | Gradski Stadion Užice      | 15 000             | Užice            |
| FK Inđija                | 2011                | 4e                   | Stadion FK Inđija          | 4 000              | Inđija           |
| Bežanija Novi Belgrade   | 2008                | 5e                   | Stadion Bežanije           | 2 000              | Belgrade         |
| Radnički Pirot           | 2016                | 6e                   | Stadion Dragan Nikolić     | 13 816             | Pirot            |
| FK Jagodina              | 2016                | 7e                   | Gradski Stadion Jagodina   | 10 000             | Jagodina         |
| Dinamo Vranje            | 2015                | 8e                   | Stadion YUMCO              | 3 000              | Vranje           |
| Sinđelić Belgrade        | 2013                | 9e                   | Stadion FK Sinđelić        | 6 000              | Belgrade         |
| Budućnost Dobanovci      | 2016                | 10e                  | Stadion FK Budućnost       | 1 500              | Belgrade         |
| Proleter Novi Sad        | 2009                | 11e                  | Stadion Slana Bara         | 2 000              | Novi Sad         |
| ČSK Pivara Čelarevo      | 2015                | 12e                  | Stadion Pivare             | 1 500              | Čelarevo         |
| FK Teleoptik             | 2017                | 1er (D3, Belgrade)   | SC Zemunelo                | 5 000              | Belgrade         |
| Temnić Varvarin          | 2017                | 1er (D3, Est)        | Stadion Temnić             | 1 000              | Varvarin         |
| Radnički 1923            | 2017                | 1er (D3, Ouest)      | Stadion Čika Dača          | 15 100             | Kragujevac       |
| TSC Bačka Topola         | 2017                | 3e (D3, Voïvodine)   | Gradski Stadion            | 5 000              | Bačka Topola     |

## Classement
Les équipes sont classées selon leur nombre de points, lesquels sont répartis comme suite : trois points pour une victoire, un point pour un match nul et zéro point pour une défaite. Pour départager les égalités, les critères suivants sont utilisés :
1. Différence de buts générale
2. Nombre de buts marqués

Si ces critères ne permettent pas de départager les équipes à égalité, celles-ci occupent donc la même place au classement officiel. Si deux équipes sont à égalité parfaite au terme du championnat, les critères suivants sont utilisés :
1. Points particuliers
2. Différence de buts particulière
3. Différence de buts générale
4. Nombre de buts marqués
5. Classement du fair-play

Si deux équipes sont à égalité parfaite au terme du championnat, il y a lieu de procéder au tirage au sort.
| Rang | Équipe                     | Pts | J  | G  | N  | P  | Bp | Bc | Diff |
| ---- | -------------------------- | --- | -- | -- | -- | -- | -- | -- | ---- |
| 1    | Proleter Novi Sad          | 65  | 30 | 20 | 5  | 5  | 63 | 25 | +38  |
| 2    | Dinamo Vranje              | 63  | 30 | 20 | 3  | 7  | 47 | 24 | +23  |
| 3    | Metalac Gornji Milanovac R | 57  | 30 | 17 | 6  | 7  | 43 | 21 | +22  |
| 4    | TSC Bačka Topola P         | 54  | 30 | 15 | 9  | 6  | 49 | 22 | +27  |
| 5    | FK Inđija                  | 45  | 30 | 12 | 9  | 9  | 30 | 25 | +5   |
| 6    | Sinđelić Belgrade          | 45  | 30 | 13 | 6  | 11 | 31 | 32 | -1   |
| 7    | Bežanija Novi Belgrade     | 44  | 30 | 11 | 11 | 8  | 35 | 32 | +3   |
| 8    | FK Teleoptik P             | 40  | 30 | 10 | 10 | 10 | 39 | 32 | +7   |
| 9    | FK Novi Pazar R            | 40  | 30 | 9  | 13 | 8  | 28 | 33 | -5   |
| 10   | Budućnost Dobanovci        | 38  | 30 | 9  | 11 | 10 | 33 | 33 | 0    |
| 11   | Radnički 1923 P            | 36  | 30 | 10 | 6  | 14 | 32 | 39 | -7   |
| 12   | Sloboda Užice              | 34  | 30 | 9  | 7  | 14 | 23 | 35 | -12  |
| 13   | Radnički Pirot             | 31  | 30 | 8  | 7  | 15 | 28 | 39 | -11  |
| 14   | Temnić Varvarin P          | 26  | 30 | 6  | 8  | 16 | 24 | 47 | -23  |
| 15   | ČSK Pivara Čelarevo        | 22  | 30 | 4  | 10 | 16 | 30 | 53 | -23  |
| 16   | FK Jagodina                | 10  | 30 | 3  | 7  | 20 | 16 | 59 | -43  |

Légende
- 1er et 2e : promotion en Super Liga
- 13e à 16e : relégation en Srpska Liga

Abréviations
- P : Promus de Srpska Liga
- R : Relégués de Super Liga